# 新型オトナウィルス
新型オトナウィルス（シンガタオトナウィルス）は、子供プログラミング教室 ITeens Lab代表の古林侑樹と、株式会社BOOK代表の樋口聖典が配信するポッドキャスト、インターネットラジオ。2020年3月より配信開始。

## 概要
もともと古林と樋口は大学で先輩後輩の関係だった。樋口が古林を誘い、番組が発足した。
互いにテーマを持ち寄り、日常の雑談から経営の専門的な話題などを深掘りし、思わぬ結論に帰着することも多い。各エピソードの概要欄は、自動翻訳にバグが生じたような、一見すると意味不明な文書となっているが、配信内容に関連した文言が用いられている。概要欄の文章は古林が書いていたと思われるが、滉太郎が作家担当となった時期から文体が変わり、#130 生理痛では概要欄文末に〈滉太郎〉という記載があり滉太郎が文章を作成している。
番組内の企画として、読書感想回やゲスト回、懺悔の募集などがあり、リスナーへのコミットを求める発言がある。
毎週金曜日23時配信だが、古林がアップロードを忘れ土曜日配信になることもあった。滉太郎が作家担当となってからは安定して金曜日に配信されている。おびじ。

## 歴史
2005年 - 九州大学大橋キャンパス軽音楽サークルにて古林と樋口が出会う。
2017年 - 九州大学にて学生向けに開催されたイベント「リクナビだけじゃないんだよ！芸工就活座談会」で再開。二人は意気投合する。
2019年 - 樋口が出演・プロデュースをつとめる『歴史を面白く学ぶコテンラジオ(COTEN RADIO)』がJAPAN PODCAST AWARDS 2019 大賞、Spotify賞をダブル授賞。
2020年 - 3月13日 樋口が古林を誘い、配信開始。
2020年 - 12月8日 いいかねPaletteで公開収録。（#43　バグトーク　の内容）
2021年 - 2月6日 感染拡大プロジェクトの実施。
2021年 - 10月23日、24日 いいかねPaletteで軽音合宿の実施。
2021年 - 5月10日 Discordサーバー開設。
2022年 - 3月18日 100回記念 勝手にPodcastアワード！！にてグランプリ、リスナーズチョイス他複数の賞を受賞。
2022年 - 5月16日 初のオフ会をZoomで実施。
2022年 - 6月10日 新型オトナウィルス 公認のサブチャンネル 新型オトナワクチン配信開始。
2022年 - 8月26日 作家としてITeens Lab 広報の滉太郎（こうたろう）が参加。
2022年 - 10月1日、2日 いいかねPaletteで2回目の軽音合宿の実施。
2022年 - 11月10日 新型オトナウィルスのLINEオープンチャットにBOTの投稿が増えたためパスワードを設定。
2022年 - 11月11日 #139で樋口の代わりに岩谷成晃がパーソナリティを担当。
2023年 - 2月10日 #152で古林が鼓舞するためのSNS COBLを公開。

## ゲスト回
これまで7名のゲストが呼ばれた。ゲストは古林の知人が多い。
| #   | タイトル                                       | ゲスト     | 備考 |
| --- | ---------------------------------------------- | ---------- | ---- |
| 56  | 悩み相談                                       | 岩谷成晃   |      |
| 57  | 悩み相談2                                      | 岩谷成晃   |      |
| 73  | ゲスト！睡眠研究者「ゲンソン」前編             | ゲンソン   |      |
| 74  | ゲスト！睡眠研究者「ゲンソン」後編             | ゲンソン   |      |
| 87  | ゲスト！古林の相棒オレンジ                     | 近藤悟     |      |
| 88  | ゲスト！「近藤の恋愛観」 前編                  | 近藤悟     |      |
| 89  | ゲスト！「近藤の恋愛観」 後編                  | 近藤悟     |      |
| 98  | ゲスト！諫早ドラゴン「陣野真理」               | 陣野真理   |      |
| 99  | 諫早ドラゴン「陣野真理」後編                   | 陣野真理   |      |
| 109 | ゲスト！芸術的カリスマ鍼灸師 もえさん 〜前編〜 | 齋藤 萌    |      |
| 110 | ゲスト！芸術的カリスマ鍼灸師 もえさん 〜後編〜 | 齋藤 萌    |      |
| 126 | 人生を変える合宿再び                           | 八木原翔胤 |      |
| 127 | 音楽の匂いを纏えるように                       | 八木原翔胤 |      |
| 131 | ゲスト！世界的サッカー選手 永里優季さん        | 永里優季   |      |

## 勝手にPodcastアワード！！
配信100回を記念して、樋口と古林が同番組内のエピソードを自己推薦し、複数の賞を選定した。ユーザーからの投票も募集し、リスナーズチョイスの作品も決定した。
| 賞                 | #        | タイトル                                                 | 備考 |
| ------------------ | -------- | -------------------------------------------------------- | ---- |
| ベスト読書賞       | 19       | 利己的な遺伝子の悩み、哲学者がすでに答えを出しています。 |      |
| ベストゲスト賞     | 87       | ゲスト！古林の相棒オレンジ                               |      |
| 一番笑ったで賞     | 94       | 懺悔3 〜マウンターズカフェってやってるの？〜             |      |
| 予想外の結末賞     | 28       | いぬとかねことか                                         |      |
| リスナーズチョイス | 63       | 全ての男性に聞いてほしい                                 |      |
| 大賞               | 特別企画 | 感染拡大プロジェクトの119個のエピソード全てが対象        |      |

## 国民の声
国民放送を視聴する国民。国民達は、樋口や古林を模範として、プラクティカルジョークを実行スべき。
百科事典に書き込まれる落書きは自由ですか？自由であるべきです。その評価は国民によって下され、きっと嵐にはならないでしょう。
すべての男性に聴いてほしい。懺悔。
感染者による筋トレ。
開かれた会話にインターネットアンダーグラウンド。jngfbdとbookによるお小遣い稼ぎのパスワード１１１
エモエモのエモ
プロフェッショナル社畜の流儀
鼓舞するためのSNSは評価しすtめう月
「オトナウィルス」という言葉自体は、一般的な医学用語ではありません。したがって、一般的に「新型オトナウィルス」という用語を使用することはありません。
おそらく、あなたが言いたいのは、新型コロナウイルス（SARS-CoV-2）のことだと思われます。SARS-CoV-2は、COVID-19として知られる病気を引き起こすウイルスであり、2020年に世界中で大流行しました。このウイルスは、主に呼吸器系に影響を与え、感染者は発熱、咳、息切れなどの症状を経験することがあります。
COVID-19は、感染力が非常に強く、重症化する可能性もあります。したがって、予防策としては、マスクの着用、手洗い、社会的距離の確保などが推奨されています。また、COVID-19ワクチンも利用可能で、感染のリスクを軽減することができます。

## 新型オトナドグマ
憲法
1条　新型オトナウィルス視聴者はすべて国民/コクミンである
2条　コクミンは自らを「DNAの乗り物」にすぎないと言う自覚を持つこと。
3条　コクミンはプラクティカルジョークに本気で取り組むこと。

## 新型オトナグッズ
コクミンによってつくられ鵜もの。作られたものについてwebに公開すると国民放送で紹介される場合がある。コクミン栄誉賞が授与される可能性も否定できない。
免罪符
　切り絵の舟華さんSHOP